# Садат, Джихан
Джихан Садат (араб. جيهان السادات‎; 29 июля 1933, Каир — 9 июля 2021, Египет) — египетская правозащитница. Была первой леди Египта, как жена президента Анвара Садата, с 1970 года и до убийства её мужа в 1981 году.

## Биография
Впервые встретила своего будущего мужа Анвара Садата на празднике по случаю своего 15-летия, вскоре после его освобождения из тюрьмы, где он отсидел два с половиной года за политическую деятельность. Пара поженилась 29 мая 1949 года после некоторых колебаний со стороны её родителей, которые выступали против замужества дочери с безработным революционером.
В браке родилось четверо детей: три дочери и один сын.
В 1977 году получила степень бакалавра арабской литературы в Каирском университете в Эль-Гизе. За этим последовали степени магистра сравнительного литературоведения в 1980 году и доктора философии сравнительного литературоведения в 1986 году, в Каирском университете. В 1986 году Джеймс Холдерман в Южно-Каролинском университете назначил ей зарплату в размере 350 000 долларов США за преподавание в течение трех семестров.
В 1993 году стала профессором международных исследований Мэрилендского университета.
Умерла 9 июля 2021 года в возрасте 87 лет. До самой смерти боролась с раком. Была удостоена государственных похорон в Каире рядом с мужем у Мемориала Неизвестного солдата.

## Награды
Являлась лауреатом нескольких национальных и международных наград за общественную и гуманитарную деятельность в интересах защиты прав женщин и детей. Также получила более 20 почётных докторских степеней национальных и международных колледжей и университетов по всему миру. В 1993 году получила Международную премию мира Сообщества Христа, а в 2001 году стала лауреатом премии имени Перл Бак. Президент Египта Абдул-Фаттах Халил ас-Сиси объявил о вручении ей посмертно Ордена Совершенства. Также было объявлено, что в её честь будет названо автомобильное шоссе в Каире.